# Anne Huffschmid
Anne Huffschmid (Berlín, 1964) es una científica cultural, creadora audiovisual y curadora especializada en temas y conflictos de América Latina, particularmente México. Afiliada al Instituto de Estudios Latinoamericanos (LAI) de la Universidad Libre de Berlín, concibe y practica la investigación como ejercicio transdisciplinario en el que combina prácticas etnográficas y analíticas, audiovisuales y artísticas. Sus proyectos han girado en torno a estudios urbanos, violencia y memoria social, así como el análisis del discurso, métodos (audio)visuales y experimentales. En su más reciente proyecto, "Forensic Landscapes" (2013-2020) ha explorado lo que concibe como paisajes y resistencias forenses en América Latina. De ahí salieron el largometraje "Persistencia" (2019), el webdocumental "Forensic Landscapes"(2020) así como el cortometraje "Dato sensible" (2020).  

## Biografía
Nació en 1964 en Berlín, estudió economía, estudios teatrales y ciencias de comunidación en la Universidad Libre de Berlín. En 1986 realizó sus primeros viajes e investigaciones en América Latina. De 1989 a 1991 coordinó el proyecto cultural y expositivo “Ciudad de México de las Mujeres” (nGbK, Haus der Kulturen der Welt, Museo Universitario del Chopo). De 1992 a 2003 se desempeñó como corresponsal del diario alemán die tageszeitung y como reportera de La Jornada en la Ciudad de México. 
Desde 1997 hasta 2000 realizó una exploración en torno a al movimiento zapatistas mexicanos en tanto insurgencia discursiva, estudio con el que se doctoró, en 2002, por la facultad de Ciencias Culturales de la Universidad de Dortmund; dicho trabajo fue premiado como la mejor disertación 2002-2003 por el ADLAF (ADLAF) y publicado bajo el título "Diskursguerilla: Wortergreifung und Widersinn" [Guerrilla discursiva: toma de la palabra y contra-sentido] (Synchron Verlag, 2004).
Entre 2005 y 2013 realizó una extendida investigación en torno a cómo se materializa la memoria de la violencia política en el presente urbano, tomando como ejemplo la Ciudad de México y Buenos Aires (Fundación Fritz Thyssen). De este estudio, en el que exploró el potencial metodológico de la fotografía, se publicó la monografía Risse im Raum. Gewalt, Erinnerung und städtisches Leben in Lateinamerika [Fisuras en el espacio. Violencia, memoria y vida urbana en América Latina] (Springer, 2015).
Es cofundadora del colectivo de estudios urbanos metroZones, con sede en Berlín, que realiza investigación urbana y artística en las intersecciones entre el arte, la investigación y el activismo. metroZones ha producido, desde su fundación en 2007, una serie de libros, eventos y exposiciones (véase página metroZones). 
Entre 2013 y 2020 dirigió la investigación audiovisual “Leer los huesos / paisajes forenses”, en torno a procesos, visualidades y espacialidades forenses en América Latina, con énfasis en la antropología con enfoque forense de derechos humanos, tal y como fue conceptualizado originalmente en Argentina. El proyecto tuvo una serie de financiamientos, el más importante Deutsche Stiftung Friedensforschung. Desde finales de 2016, el proyecto se ha centrado en los procesos y paisajes forenses en México, enfocando a lo que concibe como empoderamiento forense de familias afectadas. Esta investigación audiovisual resultó en el largometraje “Persistencia” en 2019, con Jan-Holger Hennies, y el webdocumental interactivo “Forensic Landscapes” en 2020, con Pablo Martínez Zarate. Ambos fueron seleccionados y también premiados en importantes festivales internacionales de cine. 
De noviembre de 2019 a junio de 2020 fue Fellow en la red CALAS (Guadalajara, México). De esta beca, compartida con Alfonso Díaz Tovar, beca salió el cortometraje "Dato sensible" (2020).
En 2020 realizó para el LAI de la Universidad Libre de Berlín la video-serie "La investigación desafiada y expandida Archivado el 30 de octubre de 2021 en Wayback Machine.", libremente accesible en línea.
Para más información se puede consultar su página: www.annehuffschmid.de.

## Publicaciones

### Libros escritos
2020. Anne Huffschmid, con Alfonso Díaz Tovar: Paisajes en transición. Notas de campos en el México contemporáneo. (enlace roto disponible en Internet Archive; véase el historial, la primera versión y la última). Guadalajara/Mexico: CALAS.
2015. Anne Huffschmid: Risse im Raum. Erinnerung, Gewalt und städtisches Leben in Lateinamerika. Wiesbaden: VS Springer.
2014. Anne Huffschmid: transcultura_Kulturelle Schnittstellen zwischen Deutschland und Mexiko. Eine Sondierung der deutsch-mexikanischen Kulturbeziehungen. Stuttgart: Institut für Auslandsbeziehungen (ifa-Edition Kultur und Außenpolitik).
2010. Anne Huffschmid (2010): Mexiko - Das Land und die Freiheit. Zürich: Rotpunktverlag.
2004: Anne Huffschmid: Diskursguerilla: Wortergreifung und Widersinn: Die Zapatistas im Spiegel der mexikanischen und internationalen Öffentlichkeit. Heidelberg: Synchron Publishers.

### Libros compilados
2017. Petra Berz / Anne Huffschmid / Kathrin Wildner (coords.) (2017): Das metroZones schoolbook für städtisches Handeln. Hamburg: Sprung Verlag.
2015. Anne Huffschmid, Wolf-Dieter Vogel, Nana Heidhues y Michael Krämer (coords.): TerrorZones. Gewalt und Gegenwehr in Lateinamerika. Berlin-Hamburg: Assoziation A.
2013. Anne Huffschmid y Kathrin Wildner (coords.): Stadtforschung aus Lateinamerika. Neue urbane Szenarien: Öffentlichkeit – Territorialität – Imaginarios. Bielefeld: transcript.
2013. Markus Hochmüller, Anne Huffschmid, Teresa Orozco Martínez, Stephanie Schütze y Martha Zapata Galindo (coords.): Politik in verflochtenen Räumen / Los espacios entrelazados de lo político. (Festschrift für Marianne Braig). Berlin: edition tranvia.
2012. Anne Huffschmid y Valeria Durán (coords.): Topografías conflictivas: memorias, espacios y ciudades en disputa. Buenos Aires: Nueva Trilce.
2012. Anne Huffschmid, Wolf-Dieter Vogel, Nana Heidhues, Michael Krämer y Christiane Schulte (coords.): NarcoZones. Entgrenzte Märkte und Gewalt in Lateinamerika. Berlin/Hamburg: Assoziation A.
2012. metroZones (coord.): Faith is the Place. The Urban Cultures of Global Prayers. Berlin: b_books.
2011. Anne Huffschmid, Alejandro Cerda, Iván Azuara, Stefan Rinke (coords.): Metrópolis desbordadas. Poder, memoria y culturas en el espacio urbano. Ciudad de México: Editorial UACM.
2011. Anne Huffschmid / Ingrid Spiller (coords): Mirar y creer / Looking and believing. Photographs by Frida Hartz and Verónica Mastrosimone. Ciudad de México: Heinrich Böll Stiftung.
2011. Anne Huffschmid, Kristine Vanden Berghe y Robin Lefere (coords.): El EZLN y sus intérpretes: Resonancias zapatistas en la academia y la literatura. Ciudad de México: Editorial UACM.
2009. Anne Huffschmid, Marianne Braig (coords): Los poderes de lo público: debates, espacios y actores en América Latina. Frankfurt a. M. / Madrid: Vervuert.
2007. Anne Huffschmid (coord.): La crisis como laboratorio: memoria y movilización en Buenos Aires y Berlín. Buenos Aires: Ediciones La Tribu.
2006: Anne Huffschmid (coord.): Stadt als Labor. Krise und Erinnerung in Berlin und Buenos Aires. Berlin: Parthas Verlag.

### Artículos en español e inglés (selección)
2020. "The Human Remains. Forensic Landscapes and Counterforensic Agencies in Violent Presents –  the Mexican case". In: DSF - Forschung aktuell, Nr. 54.
2019. "Los (des)bordes de la justicia. Agencias y procesos forenses desde las fosas del presente (mexicano)" . En: Silvia Dutrénit Bielous / Octavio Nadal Amendóla (coords.): Pasado recientes, violencias actuales: antropología forense, cuerpos y memorias. Ciudad de México: Instituto Mora. 31-67.
2019. "Paisajes forenses: sobre cómo mirar, leer y narrar las fosas intervenidas de nuestro tiempo". En: Arturo Aguirre Moreno / Juan Carlos Ayala Barrón (coords.): Tiempos sombríos. Violencia en el México contemporáneo. Buenos Aires: Biblos. 39-70.
2019. "Santa Muerte as Urban Staging. Notes on the Images and Visibility of a Transgressive Performance". En: Wil Pansters (coord.): La Santa Muerte in Mexico. History, Devotion & Society. Albuquerque: University of New Mexico Press. 111-135.
2019. "La antropología forense como saber politizado y transfronterizo: la experiencia argentina y sus resonancias en dos tiempos: el pasado franquista de España y la actualidad de México". En: Patrick Eser, Angela Schrott y Ulrich Winter (coords.): Transiciones democráticas y memoria en el mundo hispánico. Miradas transatlánticas: historia, cultura, política. Frankfurt: Peter Lang. 39-64.
2019. (con Masserat Amir-Ebrahimi:) "Uncertain Cities. A Conversation about Public Space, Memory and Urban Resistance". En: Shifting panoramas. Memorias del dialogo cultural entre Berlín y Teheran. Berlin: ifa. 30-34.
2018. "Scratching Space. Memoryscapes, Violence and Everydaylife in Mexico City and Buenos Aires“. En: Bianca Freire-Medeiros y Julia O‘Donnell (coords.): Urban Latin America. Images, Words, Flows and the Built Environment. New York: Routledge. 231-25.
2017). “Provincializing Berlin. Das Flüstern der Stadt – ein Close Reading urbaner Texturen“. En: Berlin 2013/19 (Daniel Young/Christian Giroux). Arch+, Berlin. 104-95 (versión inglés: 23-31).
2015: "Huesos y humanidad. Antropología forense y su poder constituyente ante la desaparición forzada". En: Athenea digital. Revista de pensamiento e investigación social 15 (3).
2012: „Another Way of Knowing. Some Notes regarding Visual Research on Urban Ghosts and Spirits“. En: metroZones (coord.): Faith is the Place. the Urban Cultures of Global Prayers. Berlin: b_books. 164-175.
2012. (con Kathrin Wildner) „Apuntes hacia una etnografía transdisciplinaria: Leer el espacio, situar el discurso“. In: Sergio Tamayo / Nicolasa López (coords.) Apropiación política del espacio público.  Miradas etnográficas de los cierres de las campañas electorales del 2006. Ciudad de México: UAM-Azcapotzalco / IFE, S. 299-314.
2010. „Mirar la memoria. Lecturas de la extraña(da) plaza de Tlatelolco". En: Sergio Tamayo / Nicolasa López / Alejandro López (coords.): Yo no estuve ahí, pero no olvido.  La protesta y memoria política en México, Ciudad de México: Editorial UAM. 351-384.

### Filmografía
"Tecnogeist 2000" (2001, 45', con Ch. Burkhard, subtítulos español). 
"Die Kaiserin von Mexiko / La Emperatriz de México" (2006, 60', con Ch. Burkhard, subtítulos alemán y español). Participó en varios festivales mexicanos de cine, el FICM entre ellos. 
“Desafiando la Tierra / Defying the Earth” (2018, 37', con J. Hennies, subtítulos en inglés). Presentaciones en México y Colombia.
“Persistencia" (2019, 54', con J. Hennies, subtítulos inglés y alemán). Seleccionado en 2020 para festivales internacionales como thnocineca, Jean Rouch y en 2021, entre muchos otros. Premiado como mejor largometraje mexicano en el festival internacional DocsMX en 2020, CDMX.
"Forensic Landscapes" (2020, con P. M. Zarate); webdocumental interactivo disponible en línea, versión español e inglés. Seleccionado en 2020 para IDFA y premiado como mejor webdocumental en el festival internacional FINNOF, Rosario/Argentina.
"Dato sensible" (2020, 16', with A. Díaz Tovar, subtítulos inglés). Premiado como mejor cortometraje mexicano en el festival internacional GIFF en 2021, Guanajuato/México.